# Otto Heller
Otto Heller (3. září 1896 Praha, Rakousko-Uhersko – 17. února 1970, Londýn, Velká Británie) byl český kameraman.

## Život
Coby asistent kameramana působil již v roce 1916 při pohřbu císaře Františka Josefa I. Po první světové válce začal pracoval jako profesionální kameraman v Pragafilmu. Zde se seznámil s Karlem Lamačem a postupně se stal jedním z jeho nejbližších spolupracovníků. Jeho česká předválečná filmografie obsahuje zhruba 70 různých němých filmů a 40 filmů zvukových. Společně s Karlem Lamačem pak v roce 1939 kvůli svému židovskému původu musel emigrovat před Hitlerem do Velké Británie, kde už zakotvil natrvalo a do své původní vlasti se již nikdy nevrátil. Ve Velké Británii pracoval s předními britskými herci a filmaři a podílel se zde na vzniku zhruba 80 hraných filmů.